# Prague Pride 2016

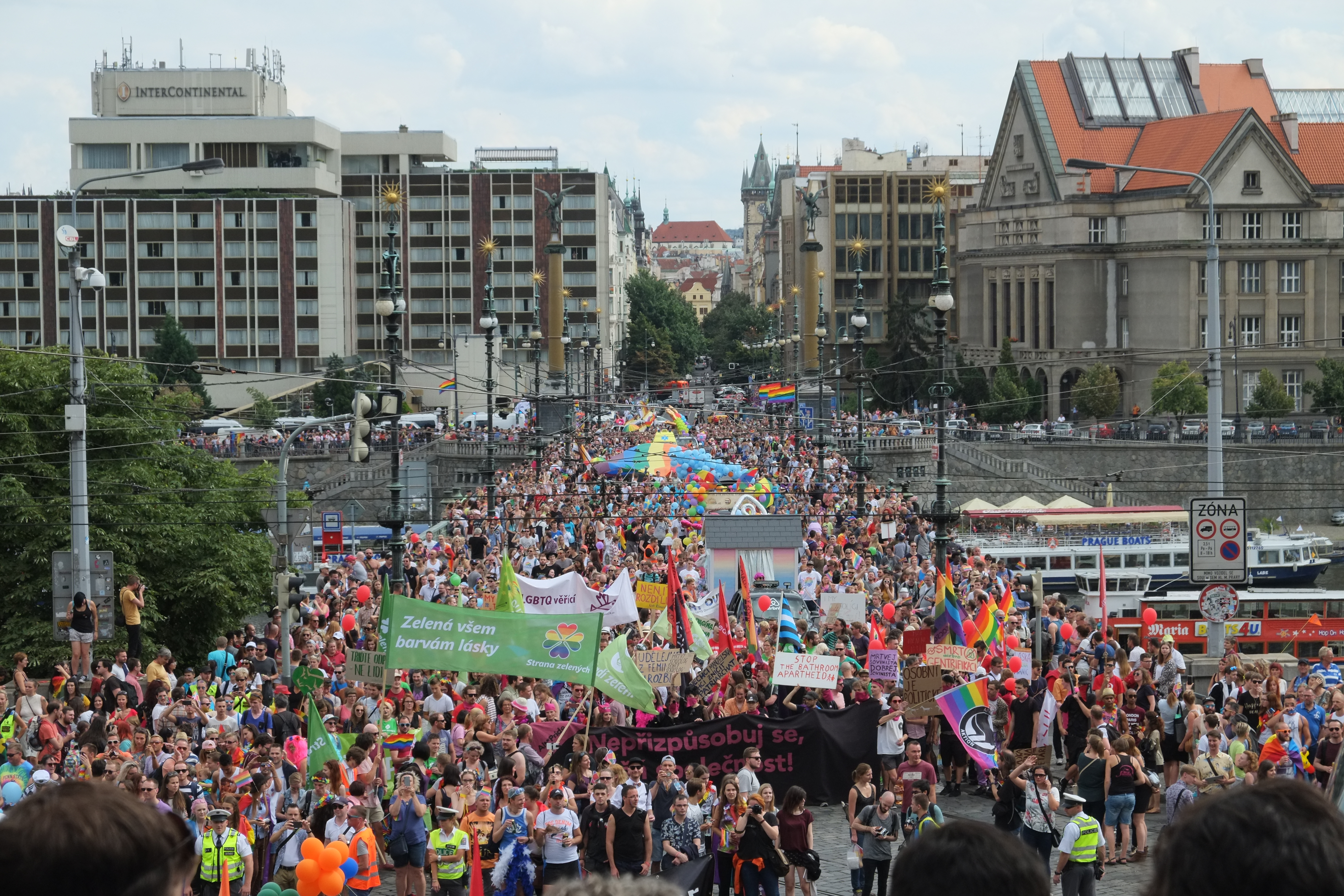
Průvod na Čechově mostě

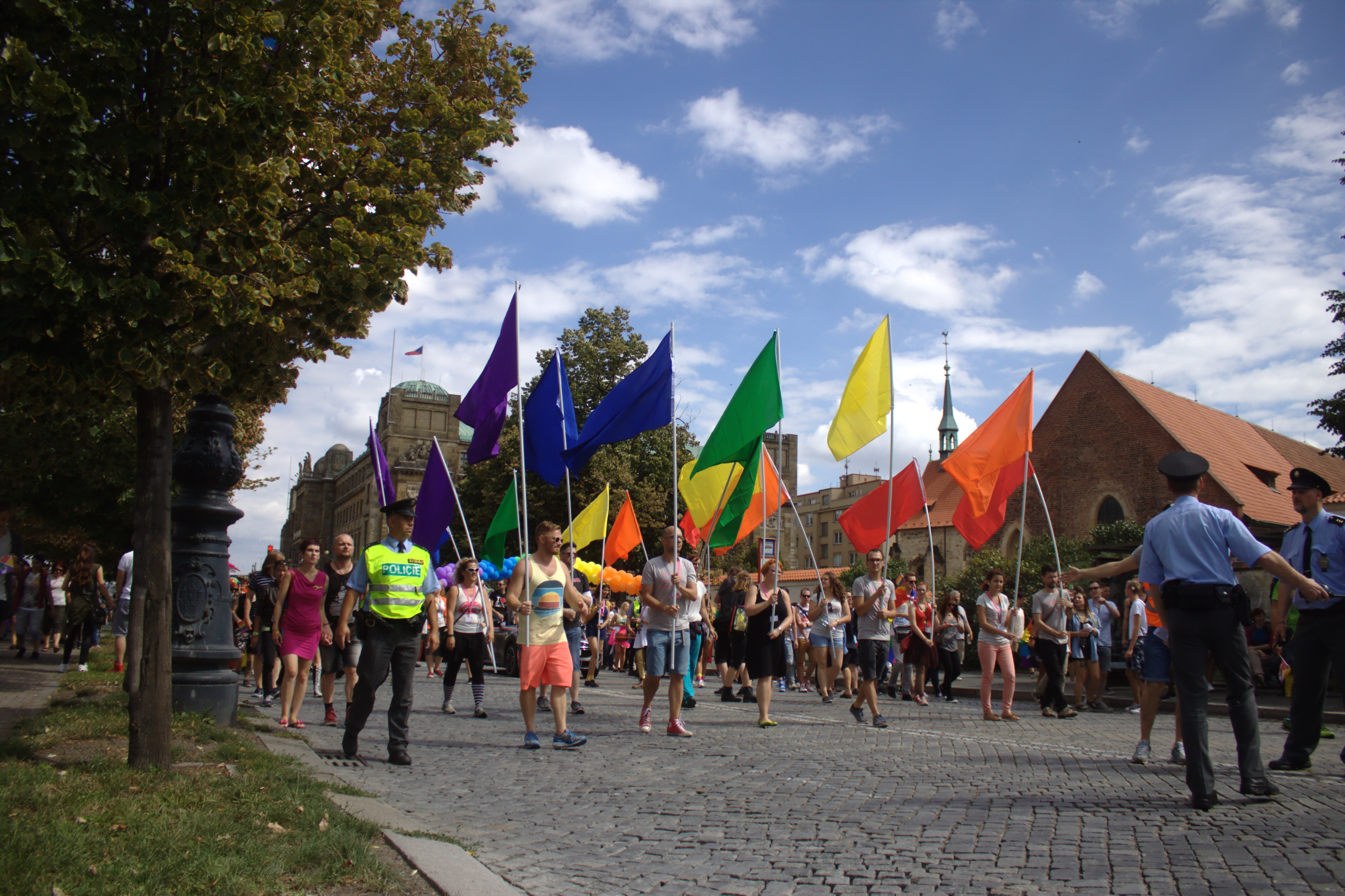
Čelo průvodu 13. srpna s vlajkami v barvách duhy

Prague Pride 2016 byl šestý ročník pražského festivalu LGBT hrdosti Prague Pride zaměřeného na gay, lesbickou, bisexuální a transgender tematiku, jenž se konal v týdnu od 8. do 14. srpna 2016. Tématem tohoto ročníku se stala láska a radost z lásky jako takové. Organizátorem festivalu byl stejnojmenný spolek, který si dává za cíl přispívat k prosazování tolerantní občanské společnosti, bojovat proti homofobii a zvyšovat povědomí veřejnosti o LGBT komunitě v Česku. Tradičním vyvrcholením celé události byl průvod Prahou s hudebním festivalem na Letné v sobotu 13. srpna. Z Václavského náměstí do něj vyšlo asi 15 tisíc účastníků, následné akce na Letenské pláni se podle odhadů pořadatelů zúčastnilo až 40 tisíc lidí. Během průvodu jeho účastníci minutou ticha také uctili památku obětí útoku na klub v americkém Orlandu. Podle pořadatelů se jednalo o největší pride ve východní Evropě. Akce si vyžádala dopravní omezení v průběhu závěrečného průvodu centrem Prahy.

## Téma a prezentace
Tématem 6. ročníku festivalu byla vyhlášena láska ze všech úhlů a radost z lásky jako takové. Kampaň „MILUJU___“ pro festival připravila agentura TL5. Představovala vizuály i videoklipy založené na otevřeném výroku „Miluju…“ (v anglické mutaci „I love…“), k němuž si každý může doplnit podle svého, co nebo kdo je předmětem jeho lásky.
K festivalu se připojila také iniciativa HateFree Culture s kampaní Prostě láska. Ta spočívala v sérii snímků 36 stejnopohlavních i různopohlavních párů a artikulovala to, že láska nezná hranic a rozdílů. Kampaň odkazovala mimo jiné k červnovému výzkumu agentury CVVM, podle něhož se 75 % dotázaných vyjádřilo pro registrovaná partnerství, přes 60 % pro osvojení dítěte partnera nebo partnerky a téměř polovina pro adopce dětí z dětských domovů stejnopohlavními páry. Mezi fotografovanými páry byli lidé napříč věkovým spektrem, genderovou identitou, etnickým původem, náboženstvím nebo lidi s handicapem. Včetně známých osobností, jako herečky Bára Hrzánová, Sandra Nováková, Jana Plodková, Halka Třešňáková, zpěváci Jan Bendig s Lukášem Rejmonem a Pavel Vítek s Janisem Sidovským, herci Lukáš Hejlík, Jan Cina s Petrem Vančurou či Jakub Žáček, malíř Jan Gemrot, moderátoři Honza Musil a Aleš Cibulka nebo hudebník MC Jacob ze skupiny Skyline. Fotografie byly rovněž vystaveny od 11. srpna v pražském café Érra a následně na dalších místech.
Sociolog Zdeněk Sloboda v rozhovoru pro iDNES.cz uvedl, že má Prague Pride jakýsi „politický náboj“, který na podobných akcích na Západě vzhledem k výrazně delší tradici postupně vyprchal. Pro Čechy je po jeho soudu typické, že jsou oproti Skandinávcům, Britům či Němcům méně aktivističtí, proto snad česká společnost vnímá Prague Pride problematičtěji. Současně však vzhledem k pozdnímu nastartování tradice už pražský festival začínal jako částečně komercializovaný, s prvky karnevalové zábavní akce. Tato kombinace či snad kolize obou náhledů na festival pak může pro někoho být příčinou jeho nečitelnosti, obzvlášť pokud třeba média zprostředkovávají pohled především na tu zábavní stránku události a na ni se přitom vážou ona politická témata. Aktuálními politickými tématy v souvislosti s LGBT komunitou, k nimž se pořadatelé Prague Pride rovněž vyjadřovali, přitom byly v tomto roce ministerský návrh novely zákona o registrovaném partnerství s umožněním tzv. přiosvojení, červnové zrušení zákazu adopcí jednotlivcům žijícím v registrovaném partnerství Ústavním soudem nebo z konce téhož měsíce široce sledovaný útok z nenávisti ve floridském Orlandu.

## Podpora

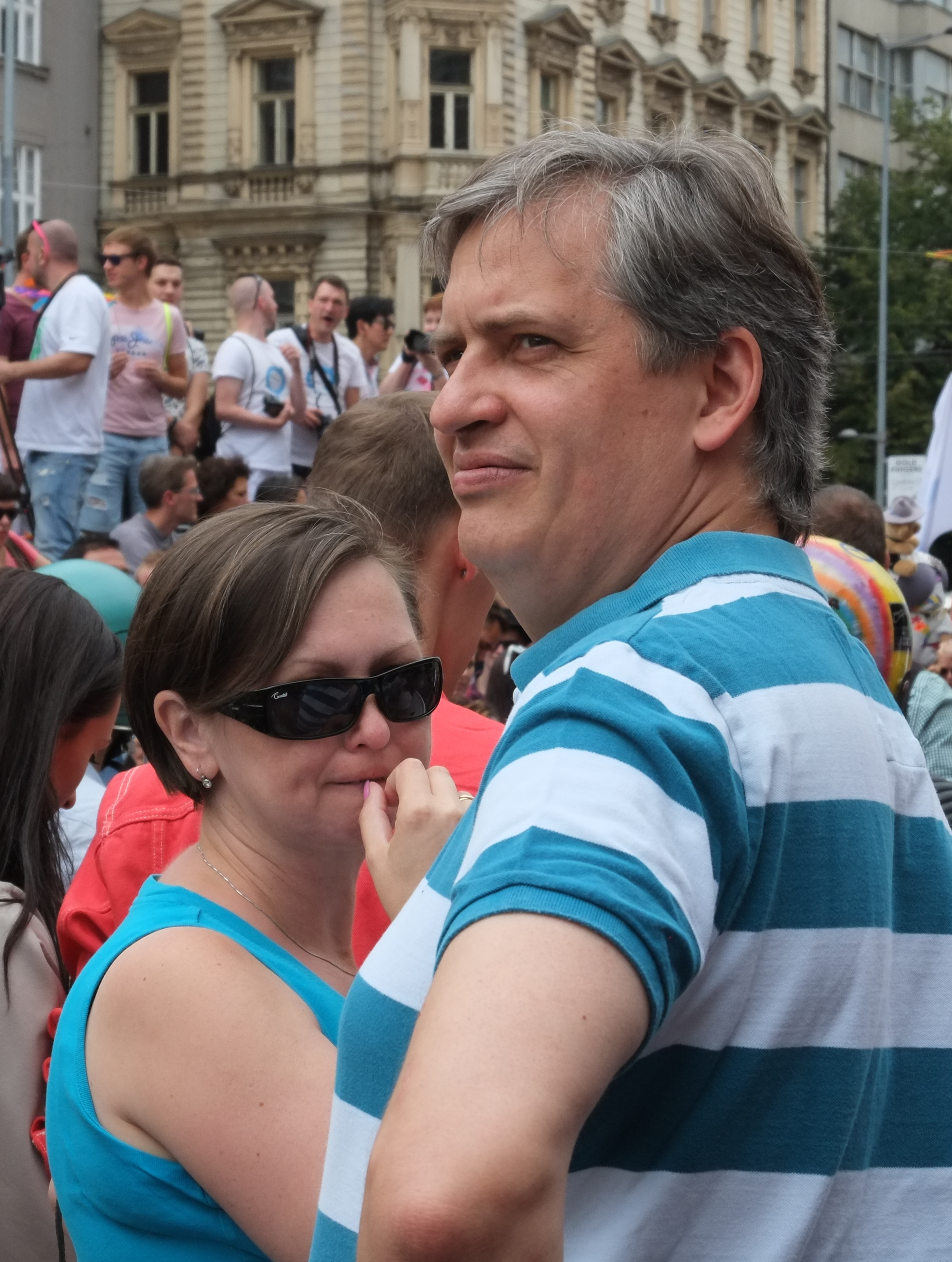
Ministr Jiří Dienstbier v průvodu 13. srpna 2016

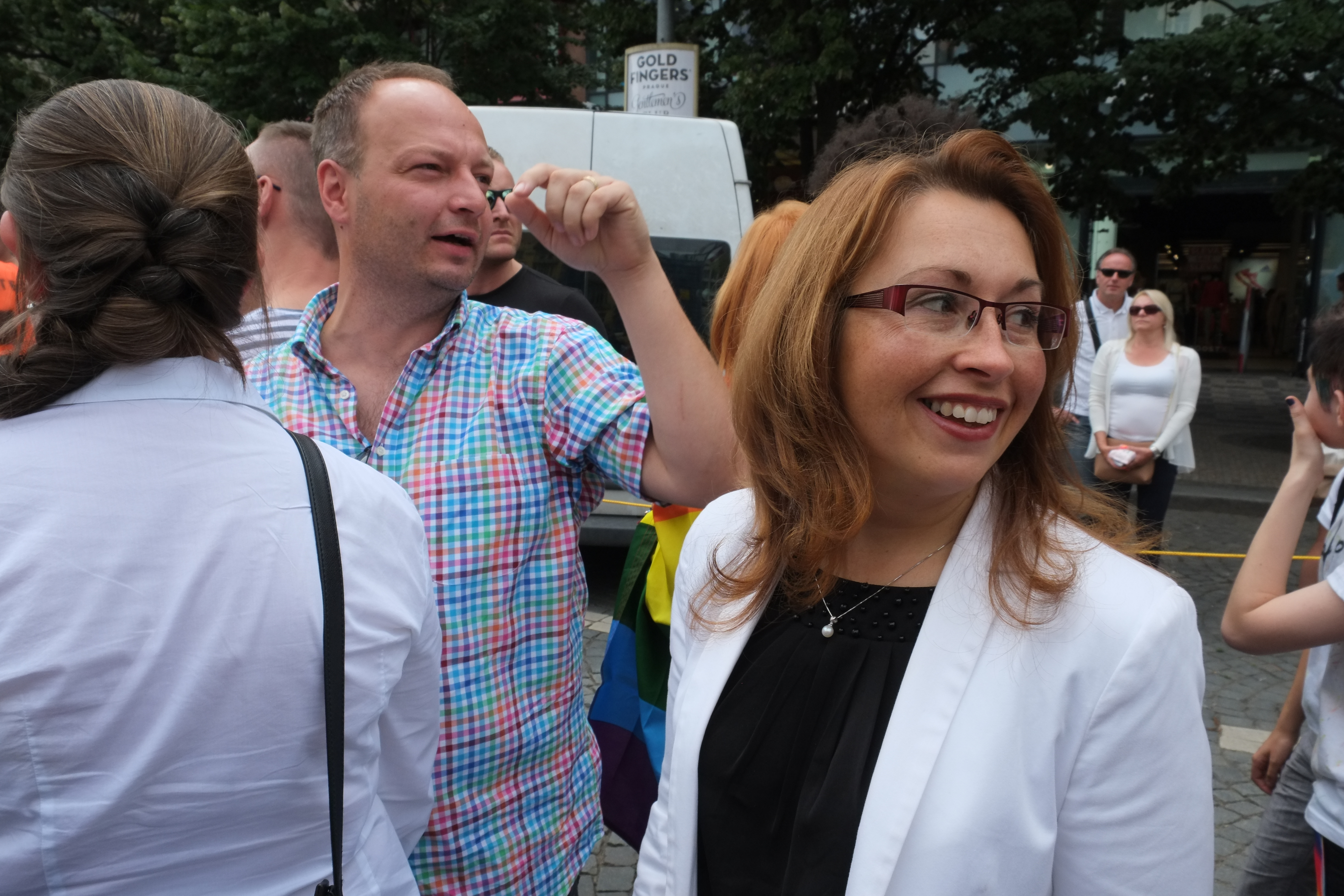
Senátoři Václav Láska a Ivana Cabrnochová

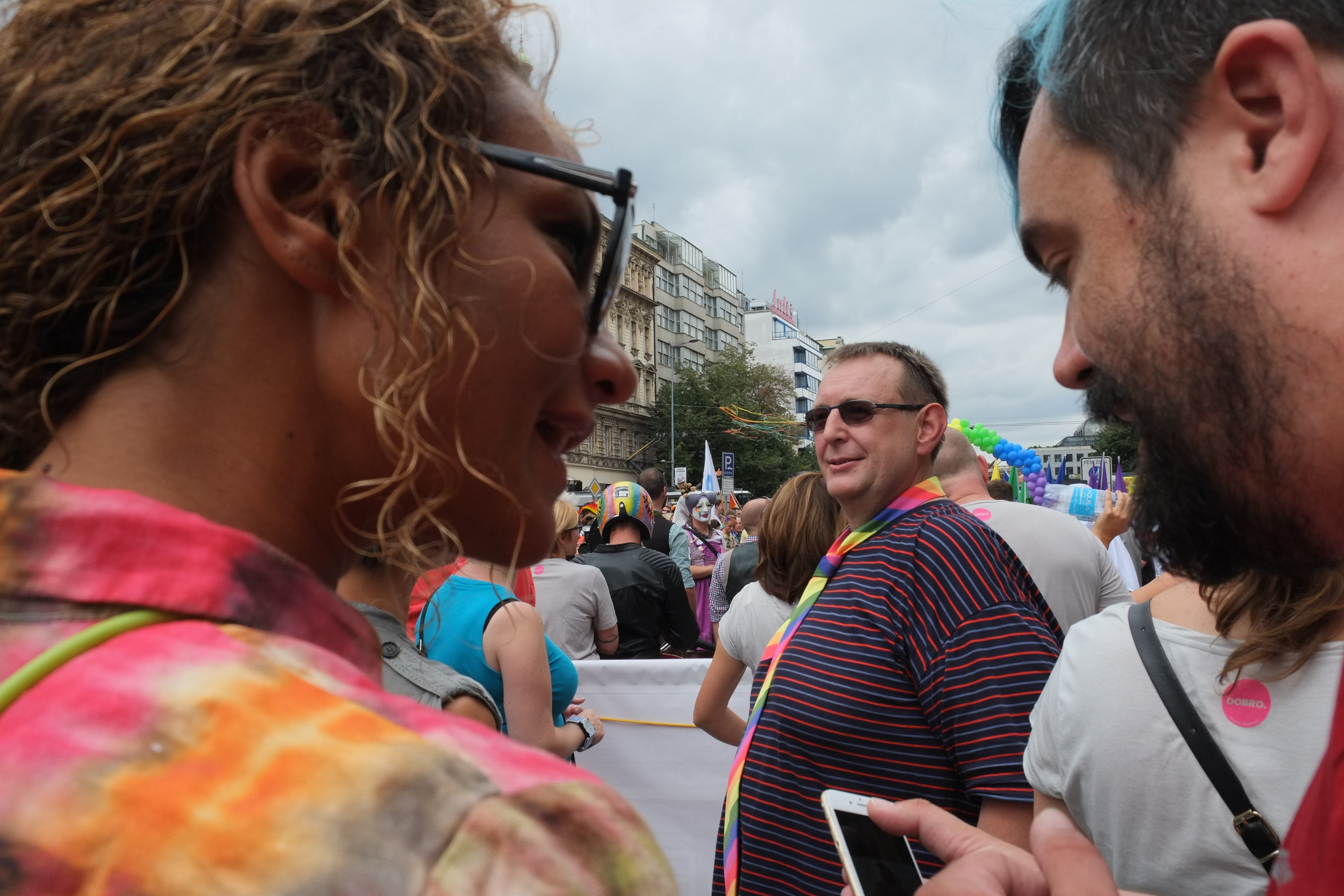
Jiří Hromada na Prague Pride 2016

Záštitu nad festivalem převzali ministr pro lidská práva Jiří Dienstbier či pražská primátorka Adriana Krnáčová, dále radní pro kulturu a sousedské vztahy městské části Praha 7 Hana Třeštíková a senátor Václav Láska. Velvyslanectví Spojených států amerických v Praze při té příležitosti nasvítilo zahradní gloriet svého sídla v barvách duhové vlajky.

## Program
Festival započal v pondělí 8. srpna a v průběhu celého následujícího týdne představil více než 130 kulturních, společenských, diskusních i sportovních událostí. Hlavními třemi tematickými pilíři programu byly:
- rodina – např. program pro rodiče z LGBT komunity vychovávajících děti, pro stejnopohlavní páry, které by chtěly založit rodinu, debata pro rodiče gayů a leseb, dětský den na Střeleckém ostrově, kočárková jízda platformy PROUD v sobotním průvodu;
- prevence AIDS – např. workshop České společnosti AIDS pomoc, jízda duhové tramvaje s terénními testy na virus HIV, účast charitativních Sester věčné radosti, k rozdání účastníkům bylo také připraveno 10 tisíc kondomů;
- transgenderová problematika – diskuse na téma transgender a víra, přednáška trans kněze Shannona Kearnse o queer teologii, workshopy pro trans mládež, veganský piknik sdružení Trans*parent.

Mezi událostmi celého týdne bylo např. diskusní Prague Tourism Sympozium, jež se zabývalo ekonomickým přínosem LGBT turistů v oblasti cestovního ruchu. Záštitu nad sympoziem převzala ministryně pro místní rozvoj Karla Šlechtová. Akcemi se sociální tematikou či s větším přesahem byly např. diskuse se zástupci české muslimské komunity nazvaná „Islám a LGBT+ lidé – dva neslučitelné světy?“, beseda o životě queer lidí na ulici s průvodkyní sdružení Pragulic, debata o duševním zdraví LGBT lidí nebo diskusi s názvem „Teplo domova“ o tom, jak se žije LGBT uprchlíkům.
Galerie Artwall na opěrné zdi Letenských sadů představila velkoformátové fotografie Slavy Mogutina, který musel především kvůli své sexuální orientaci opustit Rusko.
Ve čtvrtek 11. srpna se v hotelu Hilton Prague uskutečnila konference Pride Business Forum se zaměřením na otázku, jak využít globální pokrok v oblasti diverzity a inkluze v českém pracovním prostředí. Hlavním řečníkem se stal John Amaechi, někdejší britský hráč americké NBA, psycholog a manažerský kouč, moderoval Evan Davis z ekonomické redakce BBC. Účastnili se zástupci společností IBM, Accenture Products, Brown-Forman, Vodafone, Witeck Communications a dalších.
Dodatečně v úterý 16. srpna proběhla v rezidenci amerického velvyslance Andrewa Schapira debata s analytikem amerického ministerstva obrany a republikánským obhájcem práv gayů Clarkem Cooperem.

### Průvod 13. srpna
Nejsledovanějším a nejnavštěvovanějším vrcholem programu se, jako už tradičně, stal sobotní průvod z Václavského náměstí na Letnou. Účastníci průvodu se shromáždili kolem poledne 13. srpna na Václavském náměstí a ve 13 hodin se průvod vydal ulicemi Na Příkopě a Revoluční po Dvořákově nábřeží přes Čechův most na Letenskou pláň.
Tentokrát průvod zaznamenal i zastávku k uctění památky obětí červnového útoku v nočním klubu Pulse v Orlandu. Stalo se tak minutou ticha a vypuštěním 49 balónků odpovídajících počtu obětí floridského střelce.
Na Letné akce pokračovala hudebním festivalem, a to programem živé hudby na World Music Stage a dýdžejských produkcí na Airbnb Stage. Další hudební produkce probíhala v Komiks stanu a oficiální afterparty od 22. hodiny následovala v Chemistry Gallery. Občanské organizace působící v oblasti LGBT se účastníkům představily ve stáncích tzv. jarmarQu.
Z politických osobností se průvodu účastnily např. ministryně pro místní rozvoj Karla Šlechtová či pražská primátorka Adriana Krnáčová, senátoři Václav Láska a Ivana Cabrnochová také americký velvyslanec Andrew Schapiro, regionální politici Dominik Feri nebo Petr Vilgus. Z osobností společenského života se účastnila např. moderátorka Lejla Abbasová.

## Kritika a kontraakce
Opoziční aktivity se soustředily zejména k sobotnímu průvodu 13. srpna. Několik odpůrců se sešlo na Václavském náměstí pod sochou sv. Václava, cestou proti akci několik jednotlivců protestovalo pokřikováním, transparenty či rozdáváním letáků, vše se však obešlo bez incidentů.
Brněnský spolek Výbor na obranu rodičovských práv společně s Mladými křesťanskými demokraty vyhlásili na den průvodu 13. srpna tzv. Den pro rodinu včetně pochodu z Ovocného trhu přes Karlův most na Kampu. Sdružení Národní obroda pak ohlásilo pochod nazvaný Česká hrdost.
Kritiku v rámci komunity si pořadatelé festivalu vysloužili v souvislosti s akcemi Pride Business Forum nebo Pride Tourism Symposium, jak napsal kritik již dřívějších ročníků Jaroslav Bican na Tiscali.cz, kvůli „pojetí queer identity jako předmětu marketingu“ a obecně komercionalizace, např. v oblasti cestovního ruchu. V Autonomním sociálním centru Klinika se tak od 10. do 13. srpna konal Alt*Pride, podle Bicana reflektující vliv kapitalismu, ekonomické globalizace a konzumismu na queer komunitu. Zároveň se však organizátoři této alternativní akce připojili k sobotnímu průvodu.
O týden později, v sobotu 20. srpna 2016 prošel Prahou po stejné trase, tedy z Václavského náměstí na Letnou, průvod svolaný tzv. Byzantským katolickým patriarchátem. Patriarcha Eliáš před asi 30 účastníky vyzval prezidenta k navržení ústavního zákona proti propagaci satanismu, přičemž jako hlavní projev propagace kultu zla označil festival Prague Pride. Kolem sochy sv. Václava účastníci provedli vykuřování a kropení svěcenou vodou pro očištění před „homosexualismem“. Česká katolická církev se od této iniciativy i veřejně exkomunikované skupiny distancovala a označila za nevhodné, aby se katoličtí věřící akce účastnili.

## Fotogalerie

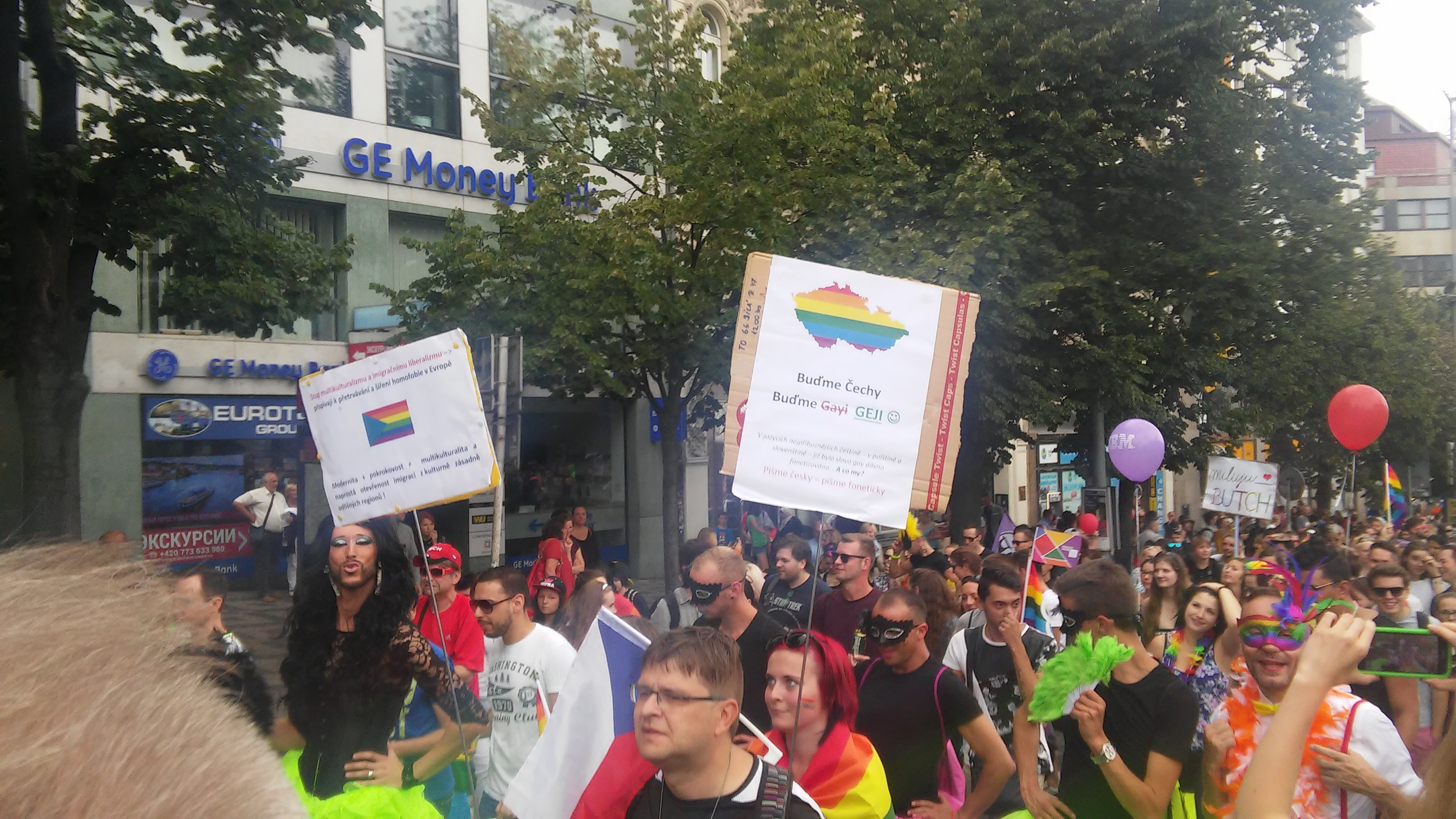
Průvod Prague Pride 2016
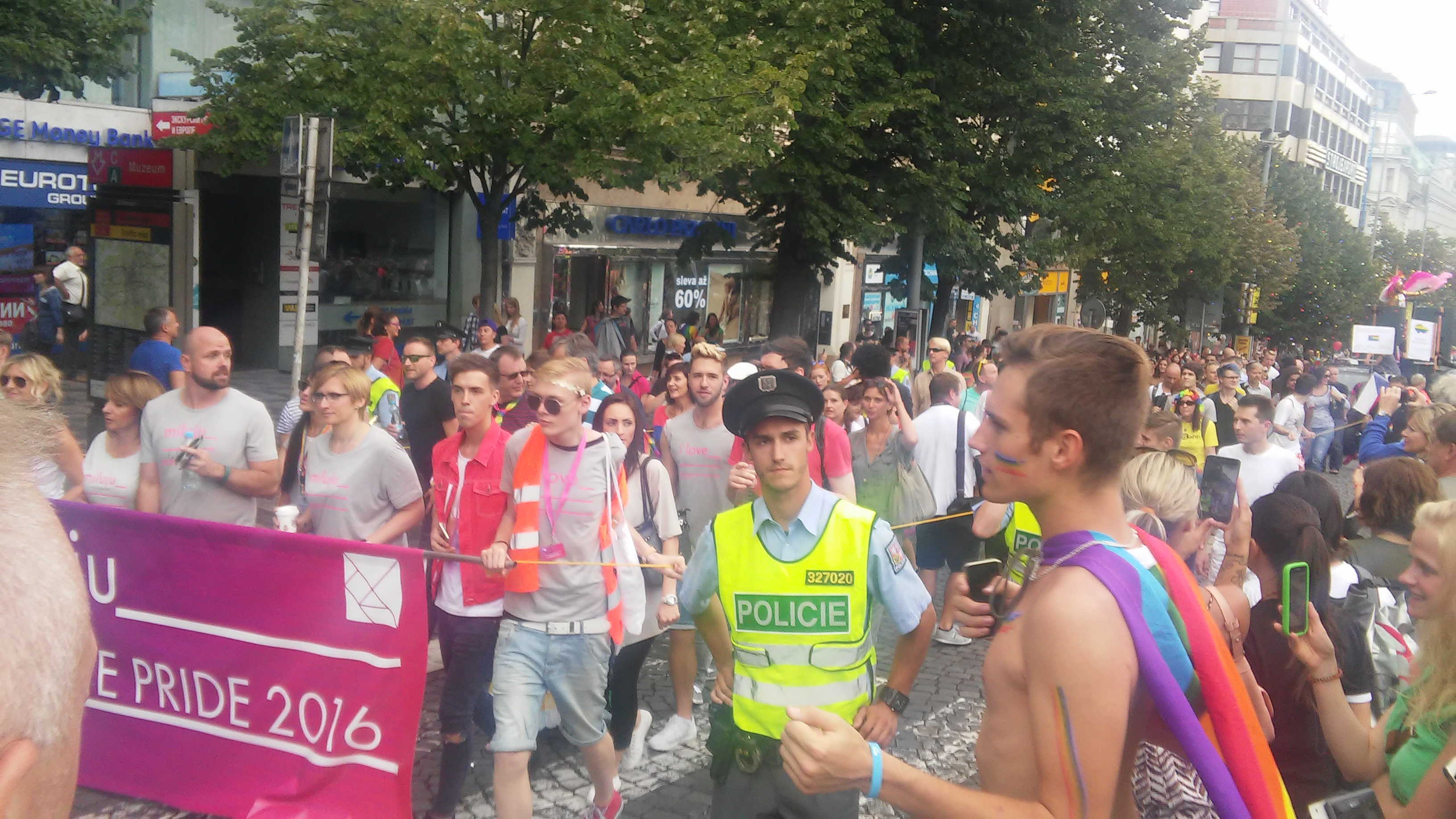
Čelo průvodu Prague Pride 2016
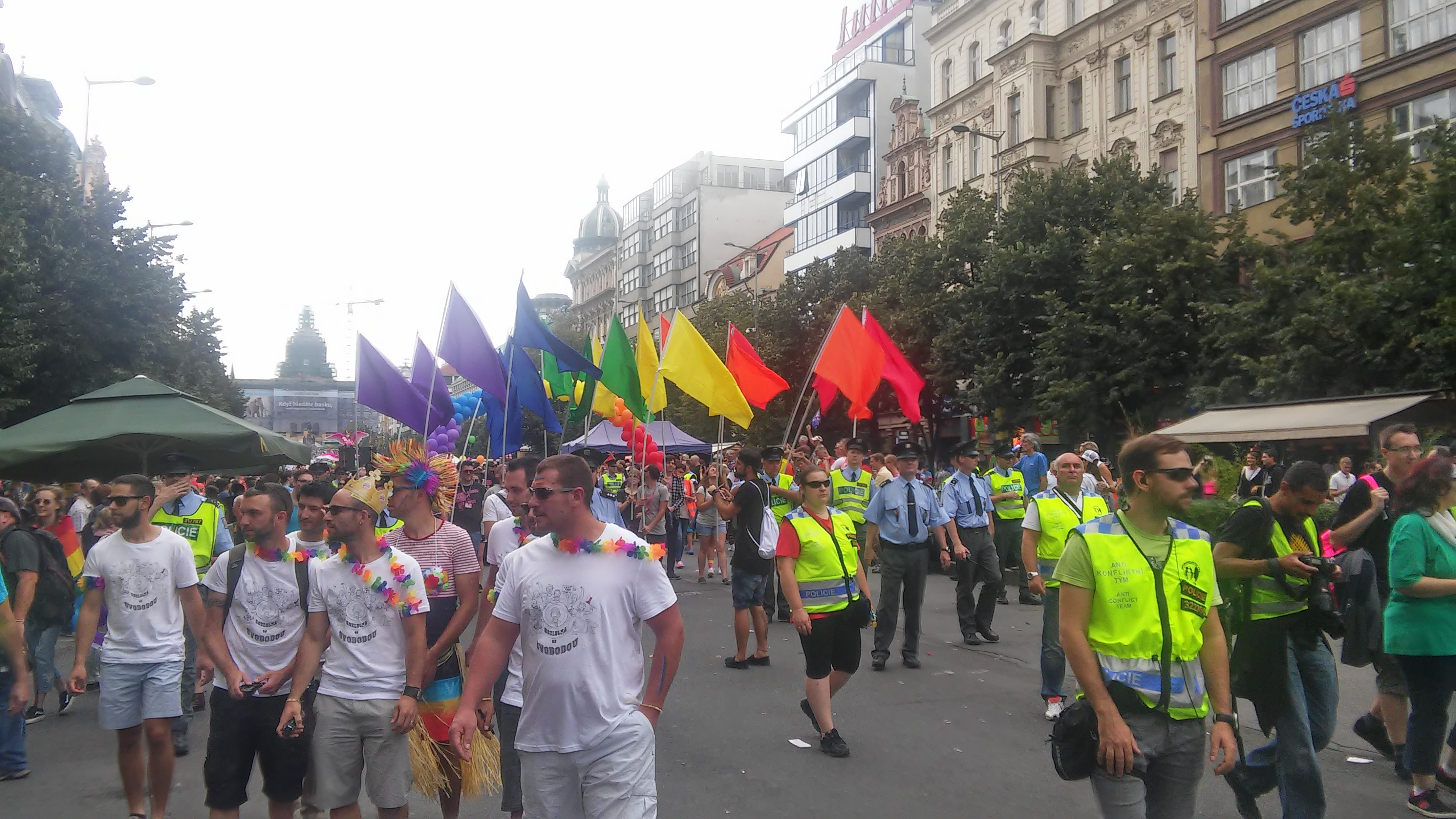
Průvod Prague Pride 2016 na Václavském náměstí
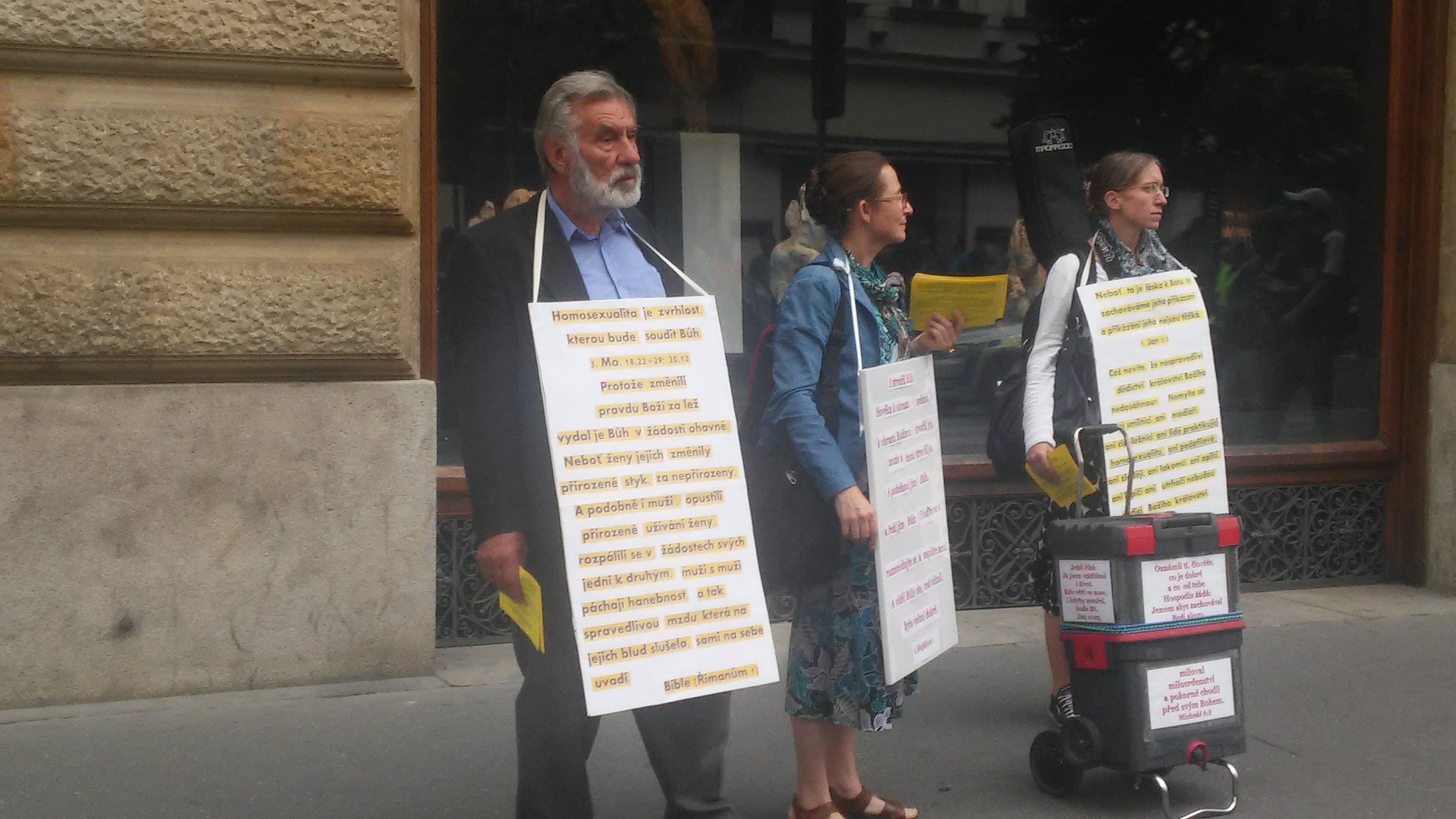
Protestující při Prague Pride 2016
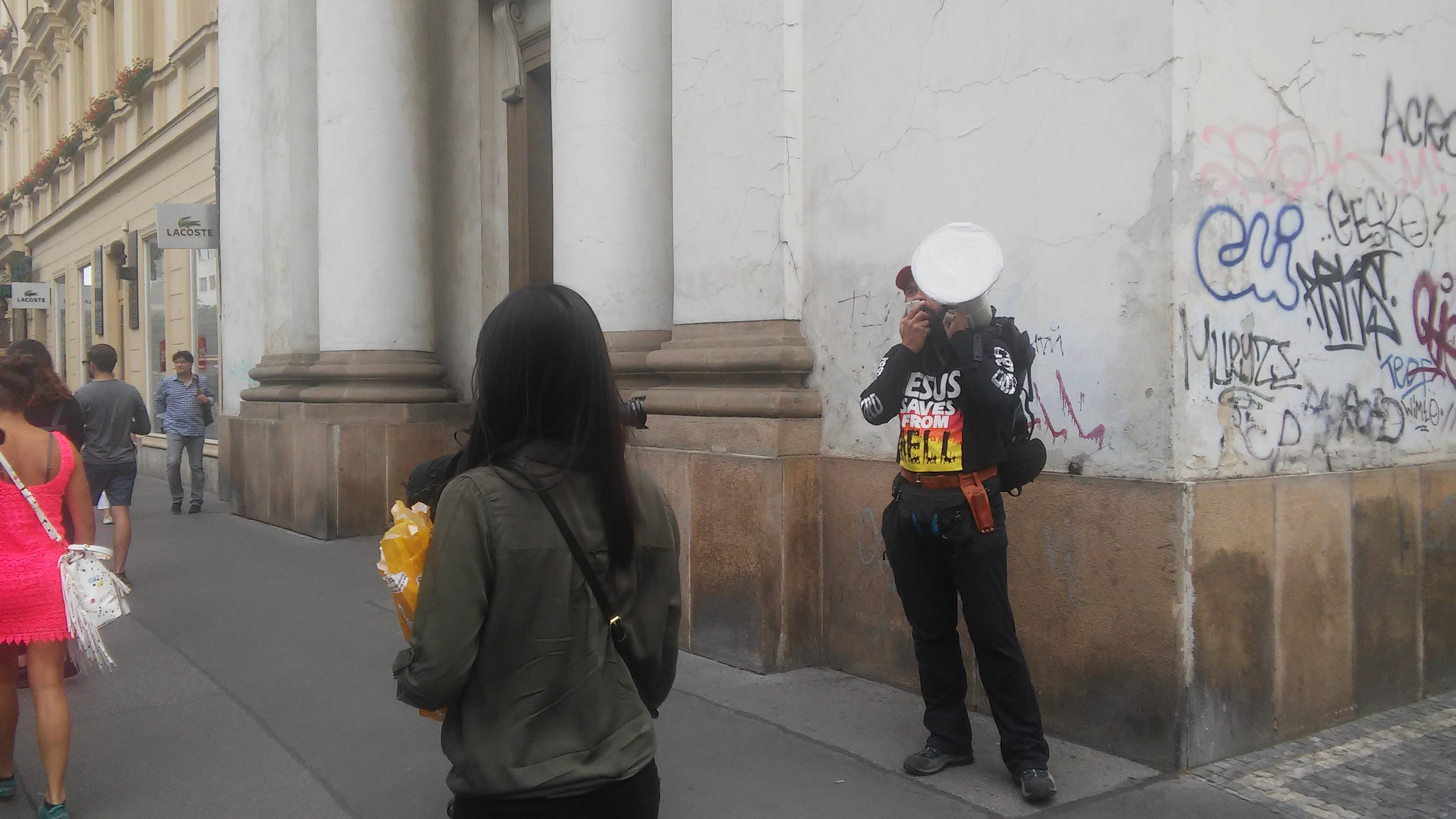
Protestující při Prague Pride 2016